# Goody
Goody — приключенческая компьютерная игра в жанре платформер, разработанная Гонсало Суаресом Жираром и выпущенная испанской компанией Opera Soft в 1987 году.
По сюжету игры главный герой (псевдоним Гуди) является профессиональным вором, которого преследуют множество жителей города и подстерегают опасности природы. Для решения своих проблем на начало игры у Гуди рождается план — ограбить банк. Но для его осуществления требуется не только проникнуть в банк, но и найти все цифры шифра сейфа. Игровые механики включают в себя преодоление препятствий, избегание врагов, покупку и применение предметов.
Goody выпущена для ZX Spectrum и MSX в 1987 году и в дальнейшем портирована на Amstrad CPC, DOS и MSX 2. В последующем игра выпускалась в нескольких сборниках и породила несколько ремейков.
Игровая пресса положительно встретила Goody, для которой были отмечены как увлекательность и сложность, так и качество графики и звука. Из недостатков было указано на монохромность графики версии для ZX Spectrum. В ретроспективе Goody рассматривается как одна из лучших классических игр испанской индустрии.

## Сюжет
Йон Нельсон Брейнер Стравинский (исп. John Nelson Brainner Stravinsky), также известный под псевдонимом Goody (с англ. — «Гуди»), является потомком знатного рода, но из-за ряда случайных событий в своей жизни начал заниматься хищением чужого имущества, и, раз сойдя с честного пути, уже не смог выбраться из колеи грабежа. За Гуди постоянно гоняется безжалостный полицейский Родригес, который, зная о его приключениях, пытается всеми доступными средствами поймать профессионального вора и тем самым продвинуться по служебной лестнице. Однако не только полицейский хочет найти Гуди. У главного героя много завистников — например, известный грабитель Чарли Эль Бардеос (исп. Charly el Bardeos) ищет Гуди с целью забрать все его деньги. Помимо этого, из зоопарка в городе сбежала горилла, которая, если ей удастся схватить Гуди, будет трясти его до самой смерти. Госпожа Мария (исп. Señora Maria), занимаясь уборкой в городе, создаёт опасные облака пыли. Для Гуди представляют опасность рабочие на стройке, офисные клерки, жадные банкиры, привидения… Природа в лице мышей и змей и даже луна недружелюбны к Гуди. Вся его жизнь состоит из воровства, стремления унести ноги и неминуемого тюремного срока.
На начало игры у Гуди появляется хороший план — это будет «последний удар», исполнением которого герой окончательно и одним махом покончит с такой жизнью. Гуди собирается ограбить банк. Для этого ему нужно, путешествуя по игровому миру, собрать деньги, на которые он затем сможет приобрести инструменты для того, чтобы проникнуть в банк. Помимо этого, главному герою требуется найти все цифры секретного кода сейфа. После успешного завершения задуманного он сможет уйти на покой.

## Игровой процесс

Goody, версия для DOS. Главный герой находится на крыше магазина. В небе присутствуют луна («плюющая» в направлении героя) и вертолёт, сбрасывающий бомбы. Внизу бегает мышь, встреча с которой смертельна, а также ходит грабитель, забирающий деньги Гуди. На столбе находится мешок денег, за которые можно покупать предметы в магазине. У героя осталось 6 жизней, имеется 100 монет, и открыта одна цифра секретного кода («1»).

Игра представляет собой приключенческий платформер, выполненный в растровой спрайтовой графике. Игровой мир занимает более 80 экранов, а действие происходит в городе — это здания, парки, канализация, метро и другие подобные локации, которые населяют соответствующие им неигровые персонажи. Задачей главного героя является сбор всех цилиндров-капсул, разбросанных по территории города, в каждом из которых находится по одной цифре от сейфа банка. Кроме того, управляемому игроком вору требуется найти деньги и купить на них предметы в магазине, которые в дальнейшем нужно использовать для того, чтобы проникнуть в банк и взломать сейф.
Персонаж двигается по горизонтали и может прыгать. Высота прыжка ограничена и зависит от разгона главного героя. Дополнительно у профессионального вора имеется лестница, которую он может ставить в различных местах (где она помещается по длине) и забираться по ней. Лестница одна, и она либо находится у главного героя, либо поставлена где-то в игровом мире, где её можно впоследствии забрать. Вор может бросаться кирпичами и таким образом бороться с мешающими ему персонажами. При этом кирпич пролетает через препятствия, а игрок может регулировать силу броска, тем самым влияя на траекторию кирпича. Игровая механика бросков такова, что на экране одновременно может находиться только один кирпич.
Изначально игроку дается 15 жизней, одну из которых игрок теряет в большинстве случаев при встрече с недружелюбными персонажами (мышами, полицейскими и другими) или попадая в опасные места (например, падая в воду в канализации). Если игрок находит цилиндр-капсулу с одной из цифр кода, то ему прибавляется одна жизнь. Некоторые персонажи сами не атакуют Гуди, но с их стороны летят опасные предметы, попадание которых в главного героя смертельно. Поведение некоторых персонажей специфично: при встрече с грабителем тот отнимает у вора все найденные им деньги, а при встрече с каратистом тот наносит Гуди удар, который отбрасывает вора и забирает у него значительное количество сил (количество сил — значение, которое в начале каждой жизни максимально и постепенно уменьшается со временем, причём по достижении нуля игрок теряет одну жизнь). Запас сил может быть восполнен, если Гуди найдёт в игровом мире кружку пива.
На найденные деньги главный герой может покупать вещи в магазине, которые в дальнейшем можно использовать в специальных, предназначенных для применения местах. В каждом таком месте можно использовать любой предмет, и если выбрана подходящая к месту вещь, то это убирает одно из препятствий для перемещения по игровому миру. Если предмет для применения выбран неверно, то полицейский у вора конфискует кирпич и отправляет героя в тюрьму, из которой Гуди может выйти, только если у него есть ключ. Если выйти не удаётся, то игра заканчивается вне зависимости от числа имеющихся жизней. После побега из тюрьмы вор получает обратно своё оружие, и игра продолжается.

## Разработка и версии игры
Игра была разработана студией Opera Soft в период, известный как золотой век испанской индустрии компьютерных игр. Первой из игр Opera Soft была Livingstone Supongo, которая стала успешной в Англии. После этого компания начала работу над играми Cosa Nostra, Goody и The Last Mission. Отмечается, что студия использовала в Goody столь же противоречивую концовку, как и в Livingstone Supongo — после получения доступа к сейфу банка оказывается, что он пуст.
Игра была создана Гонсало Суаресом Жираром и выпущена для ZX Spectrum и MSX в 1987 году. В последующем Goody была портирована на Amstrad CPC, DOS и MSX 2. Над графикой Гонсало Суарес работал совместно с Карлосом Диас де Кастро (исп. Carlos A. Díaz de Castro), а звуковое оформление было выполнено Анджелом Заразага (исп. Ángel Zarazaga).
Goody вошла в состав нескольких сборников. Один из них, 2 Por 1: Goody + The Last Mission — совместный выпуск с игрой The Last Mission. В 1989 году Goody вышла в составе сборника Opera Storys 1, в который вошли игры издателя Opera Soft. В 1990 году вышел один из сборников журнала MicroHobby под названием MicroHobby issue 203: Tape 28, в который была включена Goody. Помимо этого, игра вошла в сборник «Pack Opera 25» (с исп. — «Пакет компании Opera Soft 25»), который состоял из 26 игр и был выпущен Digital Dreams Multimedia в 1994 году.
Существует локализация под названием «Город приключений» для DOS, выполненная НПО «Электронмаш» (Киев, Украина). У Goody есть несколько ремейков, известным из которых считается Goody The Remake, выпущенный компанией Coptron Game Studios в 2005 году для Windows и в 2006 году для Linux. В данной игре перерисована графика, помимо испанского возможно переключение интерфейса на английский язык, в платформере механика статических экранов изменена на скроллинговую, а игровой мир остался таким же. У Goody также существует ремейк для мобильных телефонов Goody Returns, сохраняющий атмосферу и музыку игры, но выполненный в изометрической графике.

## Оценки и мнения
| Иноязычные издания            | Иноязычные издания | Иноязычные издания |
| Издание                       | Оценка             | Оценка             |
| Издание                       | DOS                | ZX Spectrum        |
| ----------------------------- | ------------------ | ------------------ |
| MicroHobby                    |                    | 49/60              |
| Micromanía                    | 7/10               |                    |
| Русскоязычные издания         |                    |                    |
| Издание                       | Оценка             | Оценка             |
| Издание                       | DOS                | ZX Spectrum        |
| Компьютерные миры ZX Spectrum |                    | [ 5 ]              |

Редакция MicroHobby посчитала игру сложным приключением с очень хорошо детализированными городскими условиями. Рецензировалась версия для ZX Spectrum, для которой в качестве недостатка была указана монохромность графики, а самой сильной стороной игры названа её сложность. По мнению авторов обзора, игру делают особенно привлекательной чудачества главного героя и его противников, а также стиль, в котором изображены как персонажи, так и урбанистический ландшафт, на фоне которого происходит действие. Среди достоинств названы неожиданные сюжетные ходы — поездка в метро и переправа в лодке через реку.
В рецензии журнала Micromania было сообщено, что Goody — хорошая работа Opera Soft, выполненная с качественной графикой и звуком, а сама игра охарактеризована как захватывающая и увлекательная.
В книге «Компьютерные миры ZX Spectrum» игра получила оценку 4 из 5, но не было оставлено комментариев её обоснования.

### В ретроспективе
В комментариях к сборнику, вышедшему в 1990 году, Goody описана как классическая испанская игра, в которой симпатичный вор стремится ограбить банк, и это его «вовлекает в тысячу и одно приключение».
В обзоре классических испанских игр, опубликованном в 2012 году, Goody охарактеризована как игра, демонстрирующая возможности 8-битных машин. При этом для Goody отмечены наличие игрового юмора, присутствие интересного сюжета, а также необычайная игровая сложность. В ретроспективе игра названа одним из шедевров Opera Soft.
Goody, наряду с Commandos, считается одной из лучших испанских игр по показателю количества проданных копий. При рассмотрении игры в контексте истории компьютерных игр Goody является одной из первых, в которой реализован аспект управления антисоциальным героем — «честолюбивым грабителем банка».
В публикации Retro Gamer 2017 года Goody представлена как пример игры, которая выделяла Opera Soft среди конкурентов. Об игре было сказано, что она является «очень хорошо сконструированным приключением», а одной из положительных сторон является качество её графической реализации. Платформер был описан следующим образом:
Если бы вы когда-нибудь захотели провернуть 8-битное ограбление банка, Goody была бы одним из лучших способов это проделать.
Оригинальный текст (исп.)If you’ve ever wanted to pull off an 8-bit heist, Goody could be one of the best ways to do that.

Согласно рецензии журнала, Goody напоминает ранние японские консольные игры, и платформер бы не выделялся, если бы появился в своё время на SG-1000 или Famicom. Дополнительно в обзоре было отмечено, что популярность Goody резко возросла после портирования на MSX 2, так как визуально игра стала намного лучше, а впоследствии продолжила свою жизнь в ремейках её фанатов и в изометрическом сиквеле на мобильных телефонах.